# Ampelisca pugetica
Ampelisca pugetica is een vlokreeftensoort uit de familie van de Ampeliscidae. De wetenschappelijke naam van de soort is voor het eerst geldig gepubliceerd in 1864 door Stimpson.